# وامکوه
وامکوه روستایی از توابع بخش چندار شهرستان ساوجبلاغ در استان البرز ایران است.

## جمعیت
این روستا در دهستان برغان قرار دارد و براساس سرشماری مرکز آمار ایران در سال ۱۳۸۵، جمعیت آن ۱۲ نفر (۶خانوار) بوده‌است.

## زبان
مردم این روستای کوچک هنوز به زبان تاتی سخن می‌گویند.